# Джон Віттінгдейл
Джон Віттінгдейл (англ. John Whittingdale; нар. 16 жовтня 1959, Шерборн, Англія) — британський політик-консерватор, член парламенту з 1992 року. Член Виконавчої ради Conservative Way Forward (2005–2010) і членом Ради Консервативної партії (2006–2010). Міністр у справах культури, ЗМІ і спорту в уряді Девіда Кемерона (з 11 травня 2015 по 13 липня 2016), міністр креативних індустрій, мистецтв та туризму (з 14 лютого 2020 по 16 вересня 2021; з 9 травня по 20 грудня 2023) в урядах Бориса Джонсона та Ріші Сунака. Голова "групи дружби" з Україною в Парламенті Великої Британії. Був одним із шести міністрів Кабінету Міністрів, які виступили на підтримку Brexit під час референдуму щодо ЄС 2016 року, а згодом підтримував євроскептичну кампанію «Leave Means Leave».

## Життєпис
Він вивчав економіку в Університетському коледжі Лондона, під час навчання був активним членом молодіжної організації консерваторів. У 1982 році він став штатним працівником партії, керував відділом політичних досліджень. У 1984–1987 роках він працював спеціальним радником трьох міністрів торгівлі і промисловості: Нормана Теббітта, Леон Бріттан і Пола Ченнона. Віттінгдейл працював у банку NM Rothschild, у 1989 році він був призначений політичним секретарем прем'єр-міністра Маргарет Тетчер. Він був їй близьким радником до 1992 року, залишаючись членом її особистої команди навіть після її відходу з посади глави уряду. У 1990 році, на знак визнання його досягнень у цей період, він отримав орден Британської Імперії.
У 1992 році він був вперше обраний до Палати громад, працював тіньовим міністром торгівлі та промисловості (2001–2002) і тіньовим міністром у справах культури, ЗМІ і спорту (2002–2003, 2004–2005). Голова Комітету парламенту у справах культури, ЗМІ і спорту (2005–2015).
Після виборів у 2015 році був призначений на посаду міністра культури, ЗМІ і спорту
12 травня 2016 року, Віттінгдейл представив фінальний план реформування ВВС, який буде обговорюватися в парламенті, але не буде винесен на голосування та стане основою королівської хартії на 11 років.